# Бен Невис
Бен Невис (енгл. Ben Nevis; шкотски гелски језик: Beinn Nibheis) је највиши врх Шкотске и Велике Британије са 1.345 m.
Налази се у централном делу Шкотске, на западном крају Гремпијенских планина, у региону Лохабера, недалеко од лучког града Форт Вилијама. Припада Каледонским планинама. Од мора је удаљен 6,5 км. Најближи градови су поменути Форт Вилијам и Форт Огастас. Најближа језера су Лох Лохи, Лох Нес и Лох Лини.
Бен Невис је популарна планинарска дестинација, са око 100 000 успона годишње, од којих се око три четвртине изведе планинарском стазом из Глен Невиса.

## Галерија
- Бен Невис
- Бен Невис
- Бен Невис
- Бен Невис